# St. Gangolf (Gügleben)

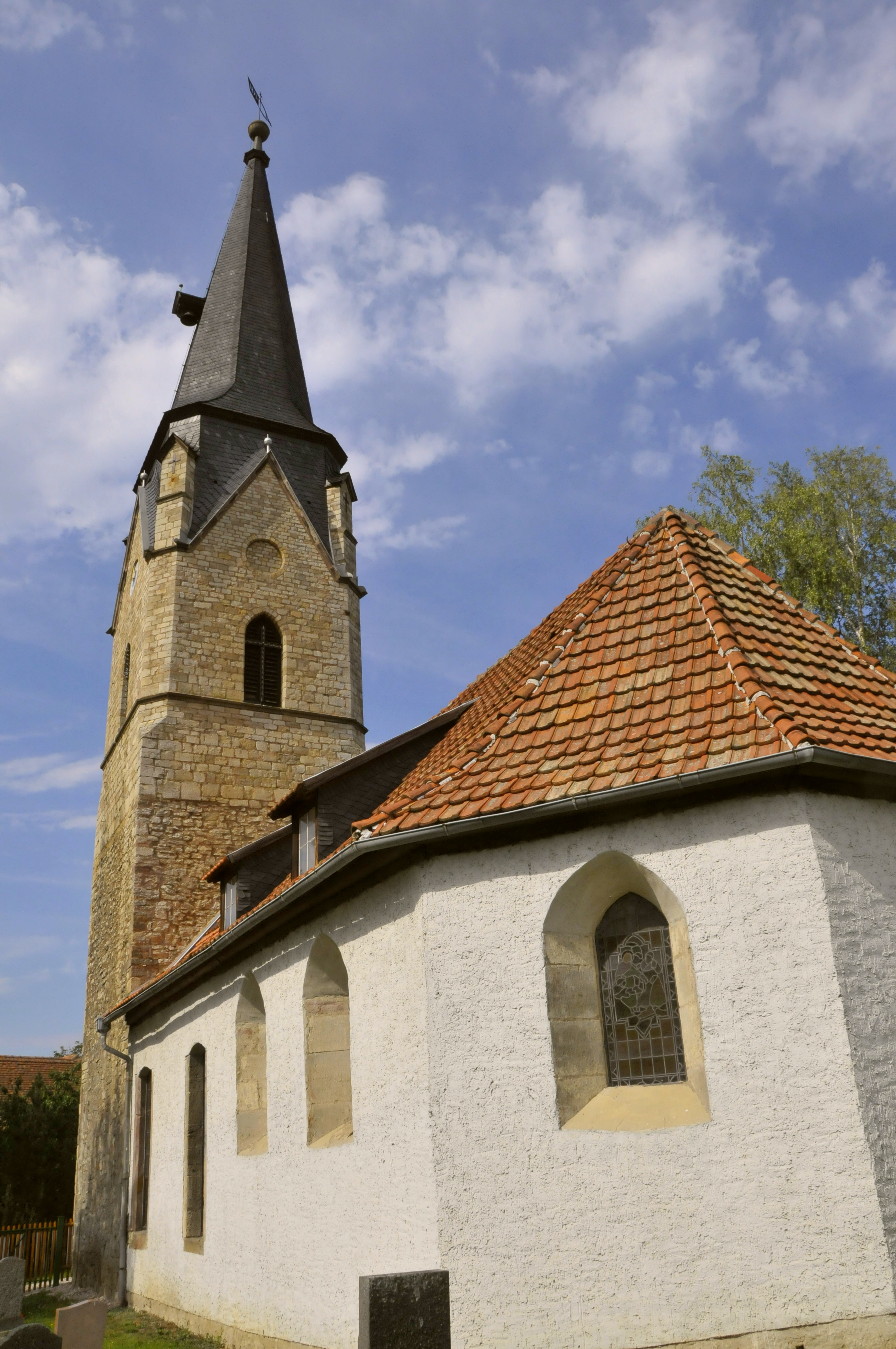
Gügleben, St. Gangolf

Die evangelisch-lutherische Dorfkirche St. Gangolf steht in der Dorfstraße von Gügleben, einem Ortsteil der Gemeinde Elleben im Ilm-Kreis in Thüringen. Die Kirchengemeinde Gügleben gehört zum Kirchengemeindeverband Erxleben-Witzleben im Kirchenkreis Arnstadt-Ilmenau der Evangelischen Kirche in Mitteldeutschland.

## Beschreibung
1296 wurde eine Kirche erstmals erwähnt. Die heutige Saalkirche, aus Bruchsteinen erbaut, wurde auf den Grundmauern eines Vorgängerbaus aus dem 15. Jahrhundert 1697 fertiggestellt, wie eine Inschrift an einer Fensterbank belegt. Das Langhaus hat einen dreiseitigen Abschluss des Chors und einen eingezogenen Kirchturm im Westen. Der Chor hat spitzbogige Fenster, ebenso das Langhaus an der Südseite. An der Nordostwand befindet sich eine spitzbogige Blende aus dem Vorgängerbau. Im Jahr 1847 wurde der Kirchturm aufgestockt, gut zu erkennen am Wechsel des Mauerwerks etwa in halber Höhe des Turms. Das war leichtsinniges Unterfangen, da das Fundament hierfür nicht ausgelegt war. Der Turm erhielt eine neugotische Form und einen hohen verschieferten oktogonalen spitzen Helm. Ferner erhielt der Turm einen Anbau. 1874 erfolgte eine grundlegende Instandsetzung der Kirche.
Der Innenraum ist mit einem zweifach gebrochenen hölzernen Tonnengewölbe überspannt. Er hat zweigeschossige Emporen an drei Seiten. Der Chor ist um eine Stufe erhöht. Auf der steinernen Mensa stehen zwei bemalte Flügel eines Flügelaltars aus dem späten 15. Jahrhundert, sie wurden jedoch im 19. Jahrhundert übermalt. Sie zeigen links die Geburt Christi und rechts die Anbetung der Könige. Das Taufbecken, entstanden um 1500, steht auf einem breiten zylinderförmigen Postament, dessen achtseitige Kuppa auf einem achtseitigen Schaft steht, der mit Maßwerk verziert ist. Eine Figur von Christus an der Chornordwand war ursprünglich Teil einer Marienkrönung aus der 2. Hälfte des 15. Jahrhunderts.
Die Orgel steht auf der oberen Westempore. Sie hat 14 Register, verteilt auf 2 Manuale und Pedal, und wurde um 1860 von einem unbekannten Orgelbauer gebaut.